# Diphyus altissimus
Diphyus altissimus là một loài tò vò trong họ Ichneumonidae.